# Henrique Haddad
Henrique Haddad (Río de Janeiro, 28 de mayo de 1987) es un regatista brasileño.
En la modalidad de match race, con barcos de la clase J/24, ganó el Campeonato de América del Sur de 2009 que se disputó en la Cofradía Náutica del Pacífico, fue subcampeón de la Copa de Naciones de la ISAF (ISAF Nations Cup), también en 2009, y ganó los campeonatos de Brasil de 2011 y 2012.
En 2019 ganó el campeonato del mundo de la clase Snipe.

## Juegos Olímpicos
Participó en los Juegos Olímpicos de Río de Janeiro 2016 con Bruno Bethlem de Amorim en la clase 470.